# Maria Buhigas i San José
Maria Buhigas i San José (Barcelona, 1971) és una arquitecta i urbanista catalana amb una destacada trajectòria en el camp de planificació urbana estratègica.
Buhigas fou membre de Consell Científic Assessor de l’agència europea de la Xarxa Europea d'Observatoris del Desenvolupament Territorial, més coneguda per les seves sigles en anglès EPSON, (2017-19) i va ser regidora de l'Ajuntament de Barcelona com a independent en les llistes d'Esquerra Republicana (2019-2020).